# منير الجليلي
منير الجليلي (11 يونيو 1949 - 24 يناير 2023)، هو لاعب كرة يد تونسي. القائد السابق واللاعب الأسطوري لمنتخب تونس لكرة اليد ونادي الترجي الرياضي التونسي في الستينات والسبعينات من القرن العشرين. توج مع المنتخب التونسي بلقب النسخة الأولى لبطولة إفريقيا للأمم سنة 1974، كما كان أصغر لاعب يشارك في بطولة العالم بالسويد 1967 وتمّ اختياره سنة 1977 كأفضل رياضي تونسي.

## وفاته
توفي يوم الثلاثاء 24 يناير 2023م في تونس العاصمة.